# Chixdiggit
Chixdiggit je kanadská punk rocková skupina z Calgary založená v roce 1991.

## Historie
Chixdiggit vznikli poté, co tři spolužáci ze střední školy K.J. Jansen, Mark O'Flaherty a Mike Eggermont vydělali prodejem triček dosud neexistující kapely dostatek peněz, aby mohli koupit bicí soupravu. Oficiální vznik se tak datuje do roku 1991, první koncerty však odehráli až v roce 1992.
První eponymní album vydali v roce 1996 u vydavatelství Sub Pop Records. U tohoto labelu však příliš dlouho nezůstali, protože cítili, že se do jeho nabídky příliš nehodí. Velmi brzy si je však vyhlédlo vydavatelství Honest Don's Records (dceřiná společnost labelu Fat Wreck Chords). Po vydání třetího alba From Scene to Shining Scene roce 2000 přerušila kapela na tři roky činnost, aby se v roce 2003 vrátila na pódia, a v roce 2005 vydala čtvrté album Pink Razors. Poslední vydanou nahrávkou je EP Safeways Here We Come z roku 2011.
Během let ve skupině proběhlo několik personálních změn: V roce 2002 odešel z kapely baskytarista Mike Eggermont, kterého nahradili Mike McLeod, Kepi Ghoulie (z Groovie Ghoulies) a současným baskytaristou je James Gamble. Změny nastaly i na postu bubeníka - již v roce 1997 odešel z kapely Jason Hirsch, který se do ní však po šestileté pauze (kdy na bicí hrál Dave Alcock) vrátil a s kapelou hrál až do roku 2007. Poté jej nahradil současný bubeník Tyler Pickering. Poslední změnou je odchod Mark O'Flahertyho, po které zůstal frontman KJ Jansen posledním hrajícím zakládajícím členem.
Chixdiggit vystoupili v České republice dvakrát. Poprvé v roce 1999 v pražském klubu 007 a podruhé 24.3.2014 v pražském klubu Cross.

## Členové

### Současná sestava
- KJ Jansen – kytara, hlavní zpěv
- Kepi Ghoulie – baskytara, vedlejší zpěv
- James Gamble – kytara (dříve baskytara), vedlejší zpěv
- Tyler Pickering – bicí

### Bývalí členové
- Mark O'Flaherty – hlavní kytara, vedlejší zpěv (1991–2014)
- Mike Eggermont – baskytara, vedlejší zpěv (1991–2000)
- Dave Alcock – bicí (1997–2003)
- Jason Hirsch – bicí (1991–1997, 2003–2007)
- Mike McLeod – baskytara, vedlejší zpěv

## Diskografie

### Studiová alba
- 1996 – Chixdiggit! (Sub Pop Records)
- 1998 – Born on the First of July (Honest Don's Records)
- 2000 – From Scene to Shining Scene (Honest Don's Records)
- 2005 – Pink Razors (Fat Wreck Chords)
- 2007 – Chixdiggit! II (Bad Taste Records) – znovu natočené první album

### EP
- 2011 – Safeways Here We Come (Fat Wreck Chords)